# Rue de Chaussas
La rue de Chaussas (en occitan : carrièra de Chaussas) est une voie de Toulouse, chef-lieu de la région Occitanie, dans le Midi de la France.

## Situation et accès

### Description
La rue de Chaussas est une voie publique. Elle se trouve dans le quartier des Minimes.
Elle correspond à une partie de l'ancien chemin vicinal no 39, dit de Chaussas.
La chaussée compte, entre le boulevard de l'Embouchure et le carrefour de la rue Ernest-Reyer, une voie de circulation automobile dans chaque sens. Il n'existe pas d'aménagement cyclable sur cette partie. Entre la rue Ernest-Reyer et le boulevard Silvio-Trentin, il n'existe plus qu'une seule voie de circulation en sens unique, mais en double-sens cyclable : il existe d'ailleurs une bande cyclable pour les cyclistes circulant à contre-sens.

### Voies rencontrées
La rue de Chaussas rencontre les voies suivantes, dans l'ordre des numéros croissants (« g » indique que la rue se situe à gauche, « d » à droite) :
1. Boulevard de l'Embouchure
2. Avenue Antoine-Parmentier (g)
3. Avenue Emmanuel-Maignan
4. Avenue du Général-Barbot (g)
5. Rue de la Sainte-Famille (d)
6. Avenue Jean-Dagnaux (g)
7. Rue Éliane (d)
8. Rue Henriette (d)
9. Rue Bobillot (g)
10. Rue du Caillou-Gris (d)
11. Impasse de Chaussas (g)
12. Rue Alphonse-Daudet (d)
13. Chemin de la Pescadoure (g)
14. Rue Nicolas-Poussin (g)
15. Rue de la Tour (d)
16. Rue Jean-Millet (g)
17. Rue de La Rochefoucauld (g)
18. Rue Ernest-Reyer (g)
19. Rue Joseph-Jacquard (d)
20. Rue Gustave-Flaubert (g)
21. Rue Jean-Baptiste-Dumas (d)
22. Boulevard de Suisse (g)
23. Boulevard Silvio-Trentin (d)

### Transports
La rue de Chaussas n'est pas directement parcourue par les transports en commun. Elle débouche cependant, au sud, sur le boulevard de l'Embouchure, où se trouvent la station Canal-du-Midi, sur la ligne de métro , et les arrêts des lignes de bus 1570. Au nord, le boulevard Silvio-Trentin est quant à lui desservi par les lignes de bus 1541110. En 2028, au carrefour du boulevard de Suisse et du chemin du Sang-de-Serp, la station Ponts-Jumeaux, sur la future ligne de métro , ouvrira au public.
Il existe plusieurs stations de vélos en libre-service VélôToulouse le long de la rue de Chaussas ou à proximité : les stations no 123 (1 rue de Chaussas), no 147 (96 rue de Chaussas) et no 270 (face 40 boulevard Silvio-Trentin).

## Odonymie
La rue de Chaussas tient son nom d'une métairie qui se trouvait au nord de la ville, sur une des routes de Fenouillet (ancien no 13 chemin de Chantelle). Elle appartenait au XVIIIe siècle aux Dames d'Andouin, une congrégation religieuse fondée en 1628 par Madeleine de Bretagnan et installée à son ancien domicile (emplacement de l'actuel no 16 rue des Arts). La maison et la métairie furent saisies et vendues en 1793 comme bien national. Jusqu'en 1947 d'ailleurs, le nom de chemin de Chaussas s'étendait plus au nord, jusqu'à la limite de Fenouillet, incluant le chemin du Prat-Long et le chemin de Chantelle. De même, l'impasse de Naubalette fut, jusqu'à la même date, le petit-chemin de Chaussas.

## Patrimoine et lieux d'intérêt

### Maisons toulousaines
- no 65 : maison toulousaine.
La maison toulousaine, construite dans la deuxième moitié du XIXe siècle, possède une architecture de brique soignée. Elle développe une façade symétrique sur cinq travées et s'élève sur deux niveaux, séparés par une corniche moulurée. Au rez-de-chaussée, les fenêtres et la porte piétonne sont surmontées de fines corniches. Le niveau de comble à surcroît est percé d'ouvertures en terre cuite. La corniche moulurée qui couronne l'élévation est surmontée d'une frise d'antéfixes figurant des palmettes en terre cuite[7].

- no 77 : maison toulousaine.
La maison toulousaine, construite dans la deuxième quart du XXe siècle, est bâtie en brique. Elle s'élève perpendiculairement à la rue de Chaussas, la façade principale orientée au sud. Celle-ci se développe sur six travées et s'élève sur deux niveaux, séparés par un simple cordon. Les fenêtres ont un chambranle en brique, mais les crossettes et l'agrafe sont en pierre. Le niveau de comble à surcroît est percé d'ouvertures en losange. Une corniche moulurée surmonte l'élévation[8].

- no 78 : maison toulousaine (premier quart du XXe siècle)[9].
- no 82 : maison toulousaine (premier quart du XXe siècle)[10].

### Maisons et immeubles
- no 33 : maison.
La maison, construite vers 1932, de style Art déco, est représentative du courant néo-basque qui gagne les faubourgs toulousains durant l'entre-deux-guerres. Un mur de clôture sépare le jardin de la rue de Chaussas. La maison est bâtie en béton. Le rez-de-chaussée est occupé par le garage et les pièces de service. Un escalier mène à un porche dans l'œuvre, dans la travée de gauche, où se trouve la porte d'entrée. La travée de droite est percée d'une large fenêtre rectangulaire qui possède un balconnet agrémenté d'une jardinière. L'étage est percé de simples fenêtres rectangulaires. Surtout, il est surmonté d'un pignon mis en valeur par un faux pan de bois et encadré par des murs en saillie qui soutiennent un large avant-toit[11].

- no 96-100 : résidence Chaussas.
La résidence Chaussas est construite entre 1961 et 1963, dans le cadre de l'aménagement de l'ensemble du Grand Verger entre la rue de Chaussas et la rue Alfred-de-Musset, reliées par la rue de la Tour[12]. Elle consiste en une barre longue de 72 mètres, constituée de deux immeubles qui s'élèvent sur neuf étages. Les façades sont couvertes d'un plaquis de brique. Elles sont rythmées par le cadre débordant, en béton enduit, des fenêtres et, du 2e au 9e étage, par les balcons, également en béton enduit. Le rez-de-chaussée est en partie occupé par des boutiques, largement éclairées par des ouvertures rectangulaires, ainsi que par un passage qui laisse passer la rue de la Tour. L'entrée de l'immeuble de gauche (actuel no 100 est mise en valeur par un décor en céramique[13].

- no 127 : maison (deuxième quart du XXe siècle)[14].
- no 129 : maison (deuxième quart du XXe siècle)[15].
- no 147 : maison (deuxième quart du XXe siècle)[16].
- no 148 : immeuble (vers 1933)[17].